# Мацумото, Дзиро
Дзиро Мацумото (яп. 松本十郎, 22 мая 1918, Химедзи, Япония — 21 ноября 2011) — японский государственный деятель, директор Управления национальной обороны Японии (1989—1990).

## Биография
Родился в семье члена Палаты представителей японского парламента Цуёси Мацумото.
В 1942 году окончил юридический факультет Токийского императорского университета. Поступил на государственную службу в министерство финансов, в 1965 году возглавил таможню в Кобэ, затем становится менеджером в управлении по контролю за банковской деятельностью.
В 1969 году был избран депутатом Палаты представителей от Либерально-демократической партии, переизбирался в течение шести последующих созывов. Принадлежал к фракции Синтаро Абэ.
- 1974 год — назначен заместителем руководителя управления внутренних дел и коммуникаций канцелярии премьер-министра,
- 1979 год — парламентский заместитель министра иностранных дел, также являлся председателем строительного отдела ЛДП,
- 1989—1990 годы — директор Управления национальной обороны Японии.

В 1993 году проиграл выборы в своём избирательном округе и принял решение об уходе из политики. В 2000 году стал кавалером Большой ленты ордена Священного сокровища.